# Tabanus lineola
Tabanus lineola là một loài ruồi trong họ Tabanidae. Nó phân bố ở miền đông và nam Hoa Kỳ và bờ biển của Vịnh México.

## Hình ảnh

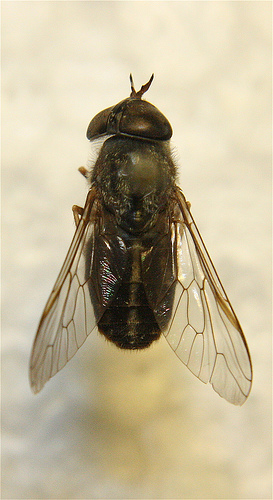
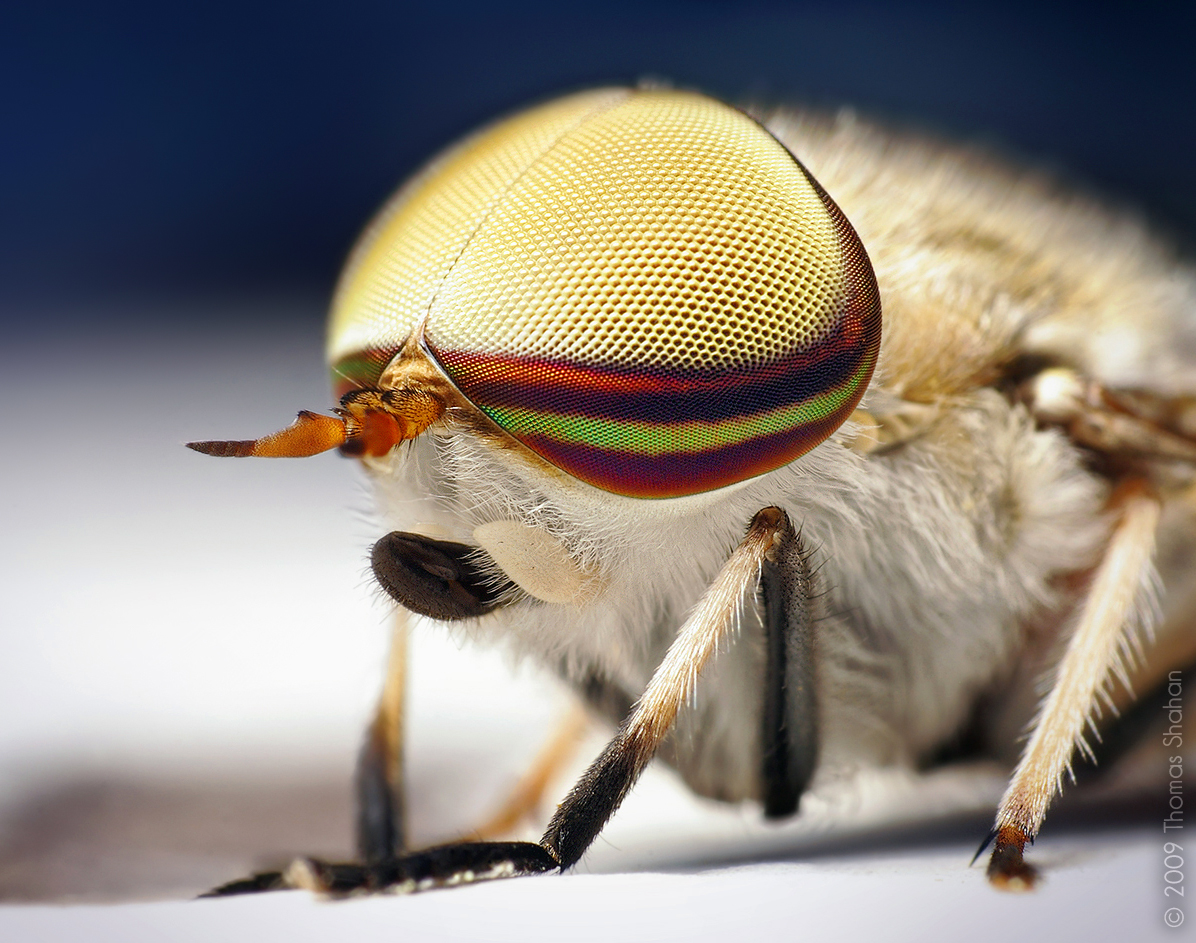